# Anja Andersen
Anja Jul Andersen (* 15. Februar 1969 in Odense, Dänemark) ist eine ehemalige dänische Handballspielerin und aktuelle Handballtrainerin.
Ihre Eltern Keld und Vivi spielten in den dänischen Handballnationalmannschaften, so dass Anja von klein auf mit dem Sport in Verbindung gekommen war. Schon zu Spielerzeiten erwarb sich Anja Andersen den Ruf als enfant terrible des dänischen Handballsports. Auch als Trainerin kam sie wiederholt wegen überzogener Unmutsäußerungen auf die Titelseite der darauf aufmerksamen dänischen Boulevardpresse. Ihre Erfolge als Trainerin bestätigen jedoch ihre Popularität.

## Spielerkarriere
Anja Andersen gilt als eine der besten Handballerinnen aller Zeiten. Sie wurde als Rückraumspielerin eingesetzt und war bei
- Stjernen IF (Dänemark)
- Vejle Allested (Dänemark)
- ASH 72 (Dänemark)
- IF Jarl Arden (Dänemark)
- Aalborg KFUM (Dänemark)
- Ikast FS (Dänemark)
- Viborg HK (Dänemark)
- 1993   Bækkelagets SK (Norwegen)
- 1993–1996   TuS Walle Bremen (Deutschland)
- 1996–1999   Bækkelagets SK (Norwegen)

aktiv.
Zwischen 1989 und 1999 spielte sie 133-mal für die dänische Nationalmannschaft und erzielte 725 Tore.

## Trainerkarriere
Als sie wegen schweren Herzproblemen 1999 ihre Karriere vorzeitig beenden musste, wurde sie Trainerin des Zweitligaklubs Slagelse FH. Der Aufstieg gelang auf Anhieb, und das Team entwickelte sich unter Anja Andersens Führung schnell zu einem der besten im Damenhandball weltweit. Es gelang ihr, einige der besten Handballerinnen des Landes nach Slagelse zu holen, darunter auch ihre einstige Nationalmannschaftskollegin Janne Kolling. Slagelse FH (der sich in „Slagelse DT“ umbenannte) gewann 2003 erstmals die dänische Meisterschaft.
Ihre Trainerstationen sind bislang
- 2000–2008   Slagelse DT
- 2008–2010   FCK Håndbold[2]

2006 wurde Anja Andersen serbische Nationaltrainerin. Nachdem sich Serbien erfolgreich gegen den Vize-Weltmeister Rumänien für die Europameisterschaft 2006 qualifizieren konnte, gab sie das Amt aufgrund von Unstimmigkeiten mit dem Verband wieder auf.
Im Sommer 2008 wechselte Andersen von Slagelse DT zu FCK Handbold. Die Art, wie sich dieser Wechsel vollzog, brachte der Startrainerin viel Kritik ein. Praktisch die gesamte erste Garnitur verließ Slagelse, einige Spielerinnen unterschrieben Verträge bei FCK. Auch die Hauptsponsoren gingen mit Andersen mit. In der Hauptrunde der Champions League 2008 trat Slagelse mit einer B-Mannschaft an und war nicht mehr konkurrenzfähig.
Nachdem sie im Sommer 2010 ihr Traineramt beim FCK beendet hatte, übernahm sie im Februar 2011 das Traineramt des rumänischen Vereins CS Oltchim Râmnicu Vâlcea. Nach einem Monat Trainertätigkeit wurde sie entlassen. Im Sommer 2011 wurde sie in das Trainerteam der Männermannschaft von Viborg HK aufgenommen. Nachdem Andersen ihre Tätigkeit in Viborg beendet hatte, übernahm sie im Sommer 2012 das Traineramt der U-18 Mädchenmannschaft vom HC Odense.

## Erfolge als Spielerin
Verein
- 1992 und 1999 gewann sie mit Bækkelaget die norwegische Meisterschaft
- 1994 bis 1996 wurde sie dreimal deutsche Meisterin als Spielerin von TuS Walle Bremen
- 1994 und 1995 außerdem deutsche Pokalsiegerin
- 1997 wurde sie Welthandballerin des Jahres[6]

Nationalmannschaft
- 1× Silbermedaille bei der Juniorinnen Handball-WM 1987
- 1× Silbermedaille bei der Handball-WM 1993
- 1× Bronzemedaille bei der Handball-WM 1995
- 1× Goldmedaille bei der Handball-WM 1997
- 2× Europameisterin, 1994 und 1996
- 1× Olympiasiegerin 1996

## Erfolge als Trainerin
- 3× Dänischer Meister (2003, 2005, 2007)
- 2× Dänischer Pokal (2003, 2010)
- 1× EHF Cup (2003)
- 3× EHF-Champions-League-Sieger (2004, 2005, 2007)
- 1× Europapokal der Pokalsieger (2009)

## Auszeichnungen
- 2007: Mitglied der Hall of Fame des dänischen Sports.
- 2009: Mathildeprisen von Dansk Kvindesamfund